# Pharmacopée de la Compagnie française des Indes orientales
La pharmacopée de la Compagnie française des Indes orientales est l'ensemble des préparations pharmaceutiques ou « remèdes » que devaient embarquer dans leur coffre à médicaments, au titre de la médecine navale, les navires de la Compagnie française des Indes orientales pour les soins de l'équipage. L'apothicairerie du port de Lorient permettait de satisfaire cet approvisionnement lors de l'armement.
Selon les armements, ces remèdes dépendaient en diversité et en quantité de l'importance du navire et de son  équipage, de la durée estimée du voyage et des interventions du chirurgien major qui pouvait ajouter des préparations selon ses propres habitudes thérapeutiques.
Conservées comme archives, des listes de base ou « listes-types » permettent de connaître ces remèdes, classés principalement selon leur forme galénique, mais aussi en « drogues simples » et « drogues composées ». Les archives concernant chaque navire donnent les remèdes réellement embarqués et leur quantité :
Selon l'ordre du cahier imprimé de l'armement intitulé Apothicairerie, la liste est subdivisée en :
- Électuaires et confections : 10 remèdes ; thériaque ; diascordium ; catholicum simple et catholicum fin ; diaprun solutif ; diaphoenix ; confection Hamech ; confection d'alkermès ; confection d'hyacinthe ; conserves de roses de Provins.
- Opiats et extraits : 8 ;
- Poudres et pilules : 6 ; poudre de cornachine ; poudre diacarthamy[b] ; poudre de citro[c] ; poudre de guttete ; poudre de vipères ; pilule mercurielle.
- Trochisques et pierres : 11 ; trochique alhandal ; trochique d'Albi Rhasis ; trochique de tuthie ; trochisque d'yeux d'écrevisses ; trochique de corail rouge ; trochique d'antimoine diaphorétique[d] ; trochique d'antihectique de Poterius ; trochique d'agaric ; pierre médicamenteuse ; pierre à cautères ; pierre infernale.
- Sels : 14 ;
- Miels et sirops : 10 ;
- Eaux simples et composés : 11 ;
- Teintures et esprits : 15 ;
- Huiles : 15 ;
- Baumes et onguents : 8 baumes ; 12 onguents ; 2 divers
- Emplâtres : 10 ;
- Diverses préparations : 20 ;
- Drogues simples : 78.

Le cahier se poursuit avec « Pots et bouteilles », « Boetier du chirurgien », « Caisse d'instrumens de chirurgie », « Article du chirurgien ».
La liste des remèdes est longue (deux cent trente environ), mais nombreux sont ceux aux propriétés semblables. La plupart sont d'origine végétale, principalement des remèdes laxatifs ou purgatifs. Les autres proviennent très majoritairement du monde minéral avec cette fois un emploi surtout externe.
La liste-type imprimée évoluera peu depuis la première connue pour les archives de la compagnie à Lorient, à savoir de 1745, soit 21 ans après la création de l'apothicairerie de la compagnie.

## Source
- Yannick Romieux, De la hune au mortier ou l'Histoire des compagnies des Indes : Leurs apothicaires et leurs remèdes, Nantes, Éditions ACL, 1986, 450 p. (ISBN 2-86723-017-9)